# 张巍 (编剧)
张巍（1977年6月27日—），女，陕西西安人，中国影视剧编剧、北京电影学院文学系副教授。其先后独立编剧了一系列中国影视剧，包括《陆贞传奇》、《女医·明妃传》、《杜拉拉升职记》、《独孤天下》、《梦华录》等。

## 電視劇作品
按首播年份列出
| 年度 | 電視劇名稱     | 總製片人 | 編劇 | 演員 | 其他職務 | 角色 | 備註           |
| ---- | -------------- | -------- | ---- | ---- | -------- | ---- | -------------- |
| 2016 | 女医·明妃传    |          | 是   |      |          |      | 不適用         |
| 2018 | 独孤天下       |          | 是   |      |          |      | 不適用         |
| 2022 | 梦华录         |          | 是   |      | 是       |      | 兼任聯合出品人 |
| 2022 | 买定离手我爱你 | 是       | 是   | 是   |          | 周妻 | 2018年拍攝     |
| 2023 | 一念关山       |          | 是   |      | 是       |      | 兼任聯合出品人 |

## 电视剧编剧作品

### 独立编剧
按首播年份列出：
- 2015年：长大 (电视剧)，班淑傳奇[6]
- 2014年：南国有佳人
- 2013年：陆贞传奇[7]，杜拉拉之似水年华[8]
- 2011年：金枝玉叶 (2011年电视剧)，爸爸别走
- 2010年：杜拉拉升职记 (电视剧)[3]
- 2008年：伤情

### 合作编剧
- 2010年：孽债2
- 2008年：震撼世界的七日
- 2003年：男才女貌 (电视剧)（英语：Boy & Girl）
- 2001年，永存我心

## 电影编剧作品
- 2013年：101次求婚 (電影)，独立编剧